# 京风毛菊
京风毛菊（学名：Saussurea chinnampoensis）为菊科风毛菊属的植物。分布在朝鲜以及中国大陆的内蒙古、河北、陕西、辽宁、北京等地，生长于海拔1,200米的地区，常生于草甸、沼泽地及潮湿地，目前尚未由人工引种栽培。

## 异名
- Saussurea chinnampoensis Levl. et Vant. var. gracilis H. C. Fu et D. S. Wen